# کامین (روستوک)
کامین (به آلمانی: Cammin) یک شهر در آلمان است که در Rostock District واقع شده‌است. کامین ۸۴۶ نفر جمعیت دارد.

## نگارخانه

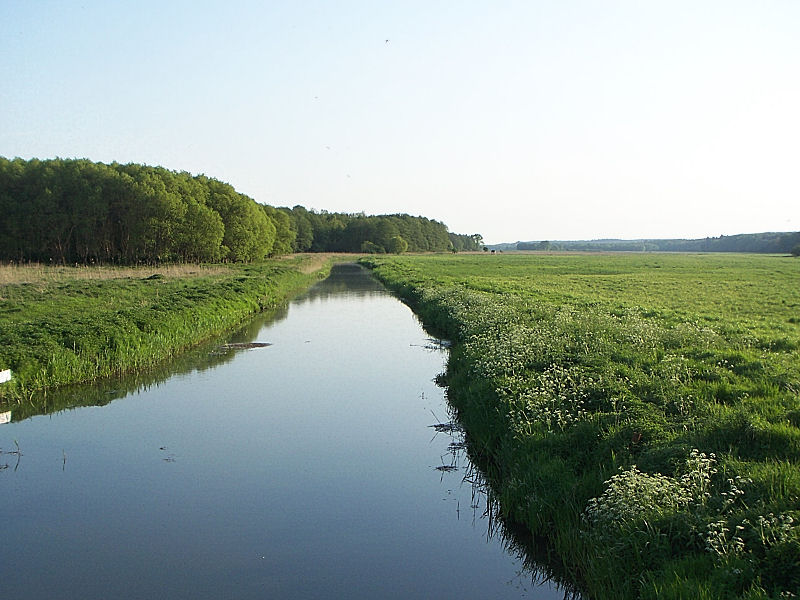
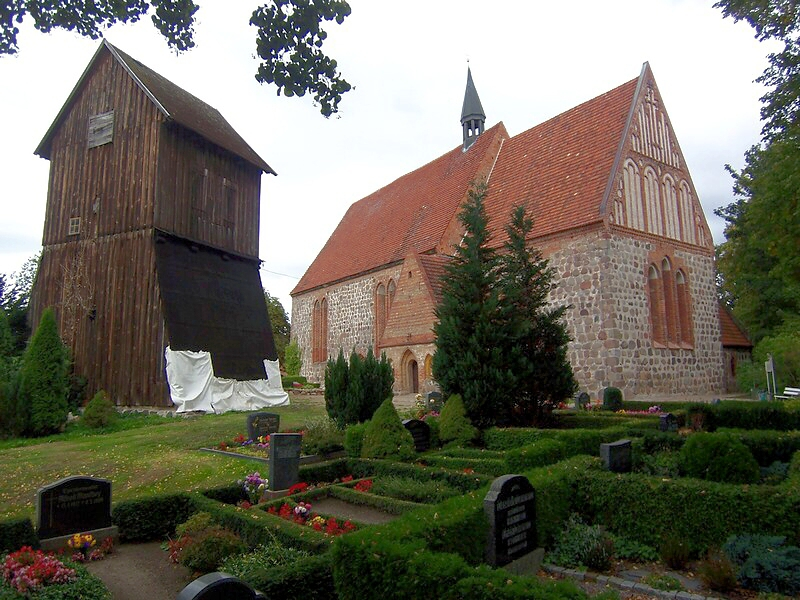
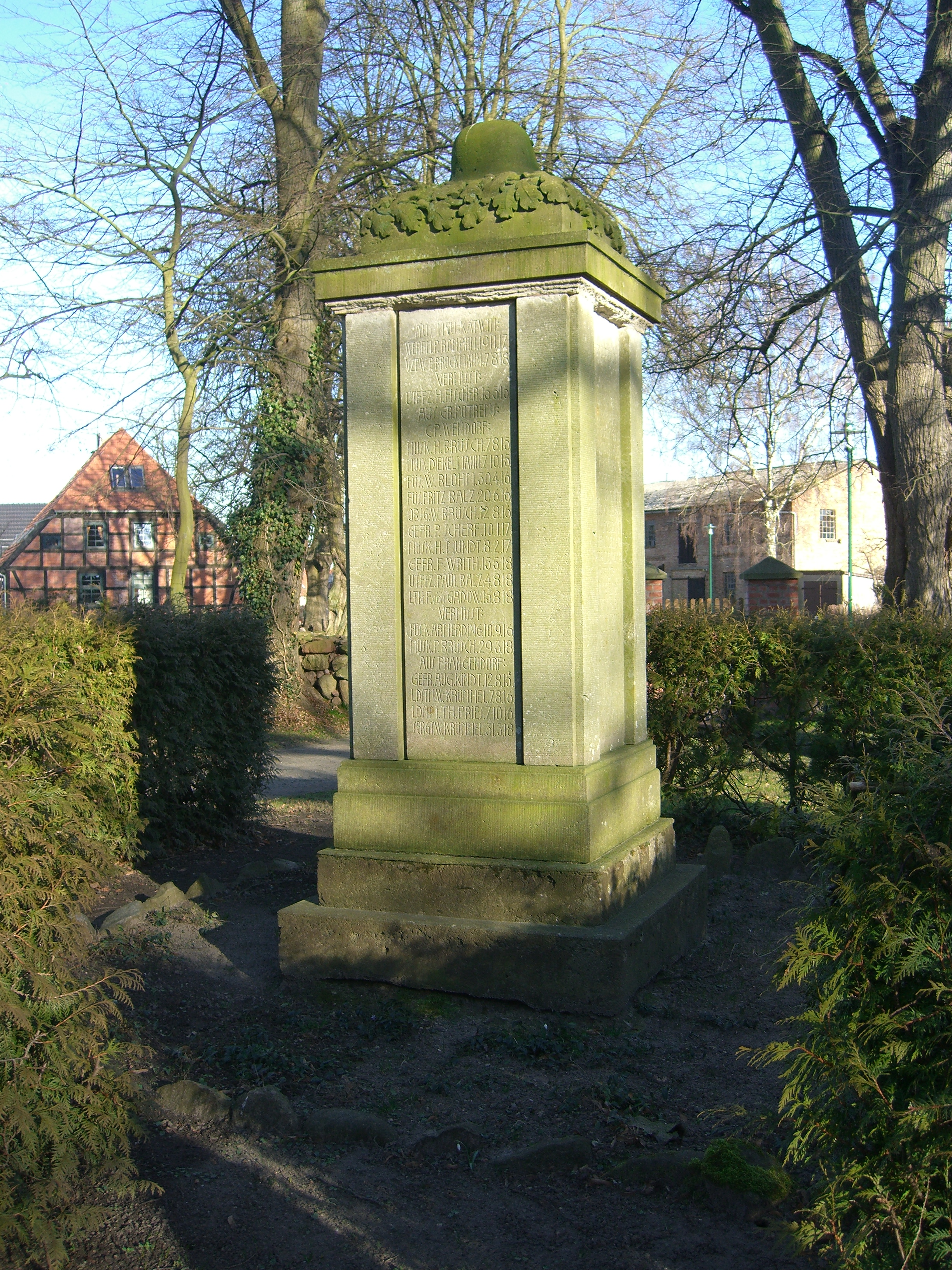
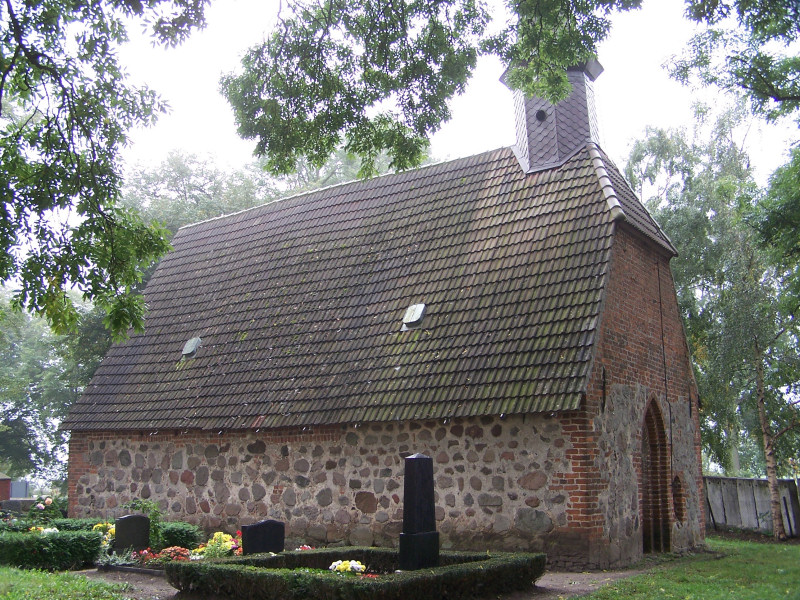